# Freedom Call
Freedom Call je njemački power metal sastav osnovan 1998. godine u Nürnbergu. Poznati su po veselom power metal zvuku, kao i po veselim i pozitivnim tekstovima, zbog čega im se glazba često navodi kao podžanr power metala - "happy metal".

## Životopis
Freedom Call su osnovala dva stara prijatelja Chris Bay i Daniel Zimmermann tijekom privremene pauze Zimmermannova glavnog banda Gamma Ray. Prvobitno su sastavili demo sa 6 pjesama uz pomoć čuvenog producenta Charlieja Bauerfeinda, koji je ponudio snimku nekolicini glazbenih tvrtki. 
Istodobno, Freedom Call su upotpunili svoju postavu dolaskom basista Ilkera Ersina te gitarista Sasche Gerstnera. Chris i Dan su Saschu sreli početkom 1998. na svirci njegova sastav koji je svirao obrade. Ilker i Chris su svirali zajedno u sastavu Moon Doc nekoliko godina.
Njihov prvi album Stairway to Fairyland je izdan početkom 1999. a 25. svibnja su imali prvu službenu živu svirku tijekom turneje u Francuskoj kao podrška Angri i Edguyu. Krajem kolovoza počeli su snimati EP Taragon, na kome su bile neke nove pjesme, kao i obrada pjesme "Dancing with tears in my eyes" grupe Ultravox, nova snimka pjesme "Stairway to Fairyland" s ponovo snimljenim vokalima, pjesmu "Kingdom Come" snimljenu za japansko izdanje, te novu inačicu pjesme "Tears of Taragon" na kojoj je Biff Byford, pjevač sastava Saxon pripovijedao "Tale of Taragon".
Krajem 1999. Freedom Call ulaze iznova u studio i snimaju drugi album Crystal Empire, koji je izdan krajem 2000.
U ožujku 2001. Sascha Gerstner napušta Freedom Call (kasnije je postao članom Helloweena). Kao zamjena je došao Cedric "Cede" Dupon, gitarist Symphorcea.
U sječnju 2002. sastav je u novom sastavu počeo snimati svoj novi album Eternity. Dan i Chris su ovaj put producirali album samostalno, zato što je Charlie Bauerfeind bio zauzet u to vrijeme. On im se kasnije ipak pridružio u studiju, producirajući snimanje bubnjeva i završno miksanje.
Kasnije tijekom 2002. pozvani su na turneju s Blind Guardianima. Tijekom ove turneje oni snimaju svoj prvi živi album Live Invasion zajedno s Charliem u Düsseldorfu, Stuttgartu i Münchenu.
Klavijaturist koji je s njima svirao na ovoj turneji, Nils Neumann je uskoro pozvan da postane peti član sastava. Nakon poduže pauze, sljedeći album The Circle of Life je sniman u Hansen Studiju u Hamburgu i u FC Studiju u Nürnbergu od kolovoza do listopada 2004. a izdan je u ožujku 2005.
Ubrzo nakon izlaska albuma sastav napuštaju Cede Dupon i Ilker Ersin, neovisno jedan od drugog. Kao njihove zamjene su dovedeni tada nepoznati Lars Rettkowitz kao i Armin Donderer, bivši član sastava Paradox.
Novi album Dimensions izlazi 23. travnja 2007. i, prema Danu Zimmermannu, zvuči više nalik na album Eternity od svog eksperimentalijeg prethodnika.
Pjesme "The Wanderer" i "Dimensions" su bile iskorištene u internetskoj ritmičkoj igri "Flash Flash Revolution".
Godine 2010. objavljen je album Legend of the Shadowking, a dvije godine nakon Land of the Crimson Dawn.
Zadnja dva albuma objavljena su 2014. i 2016., Beyond i Master of Light.

## Sastav
- Chris Bay — vokali, gitara
- Lars Rettkowitz — gitara
- Armin Donderer — bas-gitara
- Dan Zimmermann — bubnjevi

### Bivši članovi
- Sascha Gerstner — bas-gitara (1998. – 2001.)
- Cédric "Cede" Dupont — gitara (2001. – 2005.)
- Ilker Ersin — bas-gitara (1998. – 2005.)
- Nils Neumann — klavijature (2003. – 2006.)

## Diskografija
Studijski albumi
- Stairway to Fairyland (1999.)
- Crystal Empire (2001.)
- Eternity (2002.)
- The Circle of Life (2005.)
- Dimensions (2007.)
- Legend of the Shadowking (2010.)
- Land of the Crimson Dawn (2012.)
- Beyond (2014.)
- Master of Light (2016.)
- M.E.T.A.L. (2019.)

EP-ovi
- Taragon (1999.)

Koncertni albumi
- Live Invasion (2004.)
- Live in Hellvetia (2011.)

Singlovi
- Taragon (1999.)
- Silent Empire (2001.)
- Eternity (2002.)
- Blackened Sun (2007.)
- Mr. Evil / Innocent World (2007.)
- Zauber der Nacht (2010.)
- Rockin' Radio (2012.)
- Power & Glory (2012.)
- Union Of The Strong (2014.)
- Hammer Of The Gods (2016.)
- 111 (2019.)

## Vanjske poveznice
- Freedom Call, službene stranice
- Freedom Call na MySpace.com